# 부킷빈탕

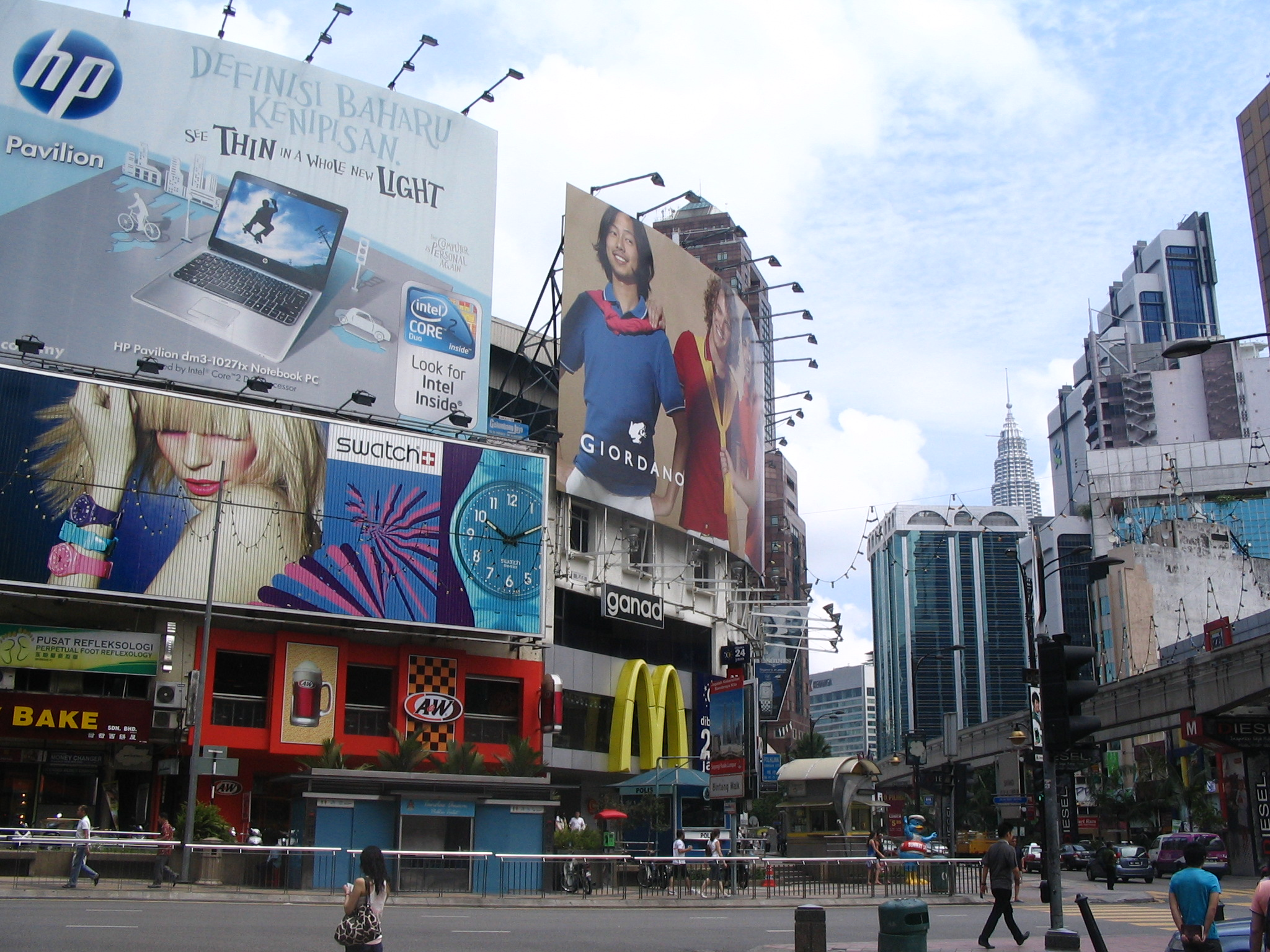
2016년의 부킷빈탕

부킷빈탕(말레이어: Bukit Bintang)은 말레이시아 쿠알라룸푸르의 주요 중심 번화가 지역, 상업 지역, 엔터테인먼트 지역이다. 잘란부킷빈탕과 잘란술탄이스마일이 부킷빈탕 교차로에서 교차하고 있다.

## 쇼핑몰
부킷빈탕에는 수많은 쇼핑몰이 있으며, 대표적인 쇼핑몰은 다음이 있다.
- 버자야 타임스 스퀘어
- 스타힐 갤러리
- 파빌리온 쿠알라룸푸르
- 파렌하이트 88
- 랏 10
- 플라자 로 얏
- 숭가이 왕 플라자

## 같이 보기
- 오차드로드
- 5번가